# Bukowinka (Lublin)
Pour les articles homonymes, voir Bukowinka.
Bukowinka (prononciation [bukɔˈvinka]) est un village de la gmina de Lubycza Królewska du powiat de Tomaszów Lubelski dans la voïvodie de Lublin, situé dans l'est de la Pologne.

## Administration
De 1975 à 1998, le village est attaché administrativement à l'ancienne voïvodie de Zamość.

Depuis 1999, il ne fait pas partie de la nouvelle voïvodie de Lublin.